# Gia đình Buddenbrook (tiểu thuyết)
Gia đình Buddenbrook (tên tiếng Đức: ‪Buddenbrooks‬), xuất bản năm 1901 là tiểu thuyết nổi tiếng nhất của Thomas Mann. Tiểu thuyết còn có phụ đề Sự suy tàn của một dòng họ (tiếng Đức: Verfall einer Familie). 28 năm sau, vào năm 1929, tiểu thuyết này mang lại cho Thomas Mann giải thưởng Nobel văn học.

## Nội dung
Tác phẩm kể về sự suy tàn của hãng xuất nhập khẩu ngũ cốc Johann Buddenbrook, nhưng thực chất là kể về gia đình, tổ tiên của Thomas Mann ở thương cảng nổi tiếng Lübeck. Bốn thế hệ của dòng họ Buddenbrook - một dòng họ tư sản thương nghiệp giàu có ở Lübeck - bị suy sụp hoàn toàn trong bối cảnh cạnh tranh của tư bản đế quốc chủ nghĩa (trong tiểu thuyết: bắt đầu từ 1835 và kết thúc vào năm 1876), cứ dần dần lụn bại trên thương trường, suy sụp trong đạo lý và văn hóa. Hãng Johann Buddenbrook do Johann Bố, rồi đến Johann Con, kế đến là Thomas làm chủ hãng. Khi Thomas đột ngột chết sau khi nhổ răng và bị té ngã ngoài phố thì công ty Johann Buddenbrook suy sụp. Người em máu nghệ sĩ là Christian không lo nối nghiệp thương gia, mà chỉ phung phí tài sản (ăn chơi trác táng) mà mình được thừa hưởng và kết thúc cuộc đời ở trong nhà thương điên. Người chắt đích tôn của dòng họ Buddenbrook là Hanno (con út của Thomas). Cậu chắt này chỉ đam mê âm nhạc như mẹ đẻ Gerda Buddenbrook mà chẳng mơ tưởng gì đến việc nối nghiệp thương gia của dòng họ Buddenbrook,cậu qua đời vì bệnh thương hàn.

## Nghệ thuật
Người ta thấy rõ chủ nghĩa bi quan trong tiểu thuyết, nhưng cũng chính tiểu thuyết cho ta thấy cảnh buôn bán tấp nập và cảnh suy tàn của thương nghiệp ở thành phố cảng tự do của Đức bên bờ biển Baltic. Với cách hành văn đầy hài hước và trìu mến, Thomas Mann đã vẽ một bức tranh tâm lý xã hội ở thương cảng quê hương mình - một mô hình của quá trình suy sụp trên thương trường - nhìn theo một góc độ nào đó (việc miêu tả sự suy sụp toàn diện) thì tiểu thuyết có những nét của tự nhiên chủ nghĩa. Thomas Mann nhìn sự vật với cái tâm và cái tình của một con người có đạo nghĩa.
Tiểu thuyết kể về dòng họ là loại tiểu thuyết rất thịnh hành ở châu Âu trong thế kỷ XIX. Tiểu thuyết đã dịch sang tiếng Việt với tên "Gia đình Bút-đen-bruc", Trương Chính dịch, Nhà xuất bản Lao động, 1979.